# Hyperoche mediterranea
Hyperoche mediterranea is een vlokreeftensoort uit de familie van de Hyperiidae. De wetenschappelijke naam van de soort is voor het eerst geldig gepubliceerd in 1908 door Senna.